# Ciężkość gleby w uprawie
Ciężkość gleby w uprawie - cecha fizyczna gleby charakteryzująca wielkość oporów na jakie napotykają narzędzia i maszyny uprawowe, analizowana przy spadku terenu nie większym niż 6 stopni. Cecha ta zależy głównie od uziarnienia gleby w warstwie ornej. 
Kategorie agronomiczne gleby (kategorie ciężkości gleb):
- bardzo lekkie (<10% części spławialnych) - kompleks żytni słaby i bardzo słaby (30%)
- lekkie (10-20% części spławialnych) - kompleks żytni dobry i zbożowo-pastewny słaby (20%)
- średnie (20-35% części spławialnych) - kompleks pszenny wadliwy i żytni bardzo dobry (25%)
- ciężkie (35-50% części spławialnych) - kompleks pszenny dobry i zbożowo-pastewny mocny (20%)
- bardzo ciężkie (minutowe) (>50% części spławialnych) - (5%)